# Fabien Magnan

a Compétitions nationales et continentales officielles uniquement.

Fabien Magnan, né le 14 mars 1984, est un joueur français de rugby à XV qui évolue au poste de pilier.

## Biographie
Fabien Magnan commence la pratique du rugby à XV dès l'âge de 6 ans, formé en Savoie avec les clubs du Rugby Club motterain, à la La Motte-Servolex, ainsi qu'avec l'équipe voisine du SO Chambéry, avec laquelle il évolue jusqu'en équipe première, participant au championnat de Fédérale 1 pendant la saison 2006-2007.
Il rejoint ensuite le club de l'US bressane, avec lequel il atteint le niveau professionnel, disputant la Pro D2 lors de la deuxième saison en 2008-2009,.
Il signe avec la Section paloise pour le compte de la saison 2009-2010. Après seulement quatre titularisations et une blessure mettant prématurément fin à sa première saison dans le Béarn, Magnan n'entre plus dans les plans des entraîneurs, et quitte le club après une année. Il rejoint alors le FC Auch.
Pendant sa carrière, il évolue autant du côté gauche que droit de la première ligne,.
Magnan quitte le FC Auch en 2014, relégué en Fédérale 1, pour rejoindre l'US Dax, signant un contrat de deux saisons plus une optionnelle, évoluant ainsi toujours en Pro D2.
Il quitte néanmoins les Landes après une année, faisant alors son retour en Savoie dans son club formateur, le SO Chambéry. Il joue par la suite dans les clubs voisins de l'US Annecy et du Rugby Club motterain.
En 2020, il reprend la pratique du rugby, intégrant le FC Aix-les-Bains pour la fin de la saison 2019-2020 ; il rempile par la suite pour un total de trois saisons supplémentaires.